# 南武鉄道の電車
南武鉄道の電車（なんぶてつどうのでんしゃ）
本項では、現在の東日本旅客鉄道（JR東日本）南武線に相当する路線を敷設・運営した南武鉄道（現・太平洋不動産）が保有した電車について記述する。

## 概要
南武鉄道では1927年の開業時には、モハ100形6両でスタートした。その後1931年までに同形車を15両まで増やしたが、経営状況が思わしくなかったこともあり、その後の沿線の工場増加などによる乗客増に対して、しばらくは中小メーカー製の改造車や鉄道省からの払い下げ車などで対応し、1935年時点では電動車17両であり、1940年時点でも電動車19両、制御車4両、付随車3両となったが、新造車は最初のモハ100形の15両のみであった。その後業績の回復により電動車10両、制御車5両を新造したが、並行して改造車も引き続き増備した結果、買収直前の時点では電動車29両、制御車9両、付随車3両（このほか付随車3両が五日市線に転出）であった。買収時には五日市線に転出した3両が客車となったため41両が国鉄電車となり、しばらくはそのまま南武線で使用された。
戦災廃車は1945年4月15日の空襲で矢向電車区で被害にあった電動車3両と制御車1両（他に青梅線から借り入れていた付随車1両）で、当時の職員の話によれば空襲による火災の際に、検修庫がなければすべての電車の検査・修理ができなくなるという理由から電車よりも検修庫を守った結果であるとのことである。このほか木造の付随車3両などが戦後早くに廃車となっている。
また、南武鉄道時代、南武線時代ともに競馬や工場通勤客輸送などの多客時には1001形電気機関車が電車を牽引した列車が走ったり、小田急や鉄道省から電車を借り入れたりしている。
おなじ買収私鉄でも隣接の青梅線、鶴見線では早期に国鉄電車が入線しているが、南武線では建築限界が小さいため限界拡大工事が必要であり、特に線路上高圧線の鉄塔の建替えなどに手間がかかったため、1947年まで国鉄電車が入線できず、戦後の車両不足の際には旧青梅鉄道車の転属や小田急からの車両借り入れでやり繰りせざるをえなかった。
南武線に国鉄車が入線するようになると次第に転属をするようになり、1951年には全車南武線から撤退した。主な行き先としては宇部・可部線が1950年～1958年の間に計16両、富山港線で1957年～1967年の間に計9両程度など、600Vもしくは750V区間での使用が多かった。（可部線は1948年は600Vから750V化、1962年に750Vから1500V化、富山港線は1967年に600Vから1500V化など）

## 形式
国有化時、南武鉄道に在籍した電車は、自社発注の半鋼製車と、鉄道省払下げの木造車があった。

### モハ100形

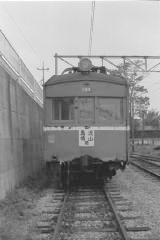
モハ103（流鉄流山線流山駅、1979年4月15日）

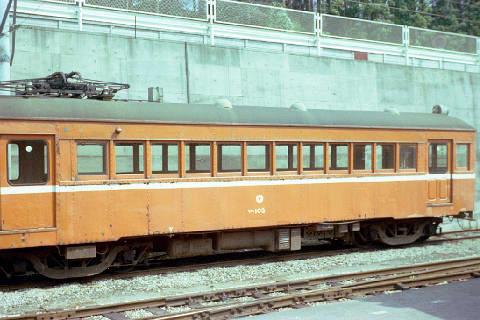
モハ103（流山駅、1977年3月25日）

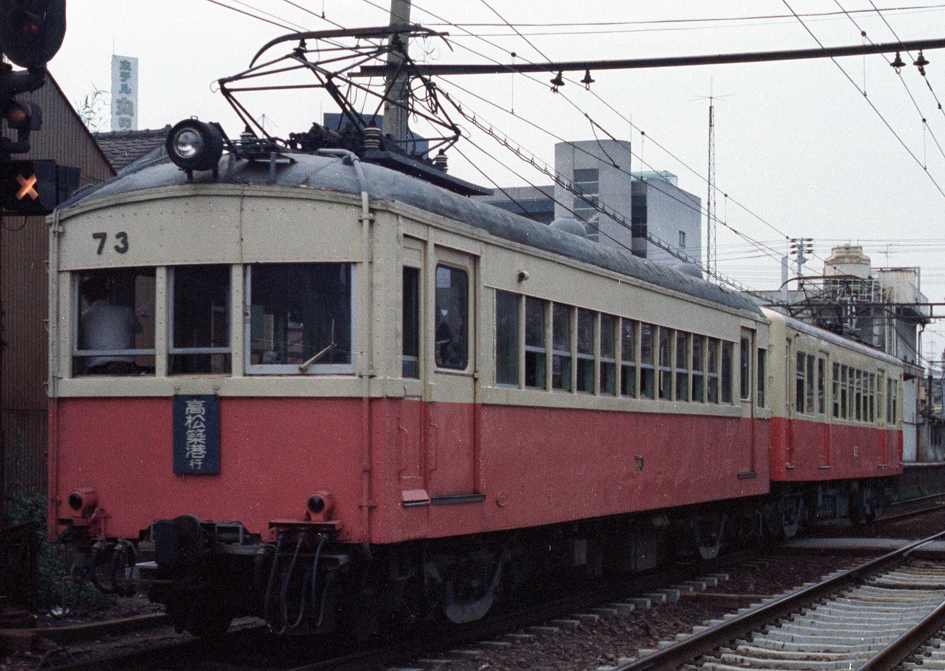
高松琴平電気鉄道70形(2代) 73 （後は60形62、片原町駅）

開業時に用意された15m級の半鋼製車で1926年に101 - 106、1928年に107 - 111、1931年に112 - 115が汽車製造東京支店で製造され、1951年まで南武線で使用された。価格は1次車で1両34,277円。
- 全長14,681mm（3次車は14,900mm）、重量28t、定員90人(座席42人）の小形車で、車体はリベットの多い窓扉配置dD12D1の両運転台式、正面はR付の3枚窓（中央の1枚の幅が狭いもの）、屋根布押えもR付である。側面は1段落とし窓。車内はドア間ロングシート、運転台は左隅式で仕切り板で客室と仕切られている。
- 1、2次車は正面と側面の角部はL字の帯材で押えているが、3次車は帯材がなくなり小さなR付となっている。また、屋根上のベンチレーターは1次車はお椀形、2、3次車はガーランド式であり、1 - 3次車でそれぞれすこしずつ外観が異なる。また、当初は前照灯が幕板取付けであったが後に屋根上に移設されているほか、1次車は床下にトラス棒が設置されていたが後に撤去されている。
- 台車は汽車のボールドウィンタイプ、出力46kWの主電動機4台に歯車比69:18=3.83の間接非自動制御（HL）であり、性能は定格牽引力1100kg/速度21.3km/hと比較的非力であり、これがのちにTc車化される要因となっていると思われる。
- 買収後は南武線でそのままの番号で使用されたが、1944年に102、1945年に101、103、104、105、1949年に112が電装解除のうえTc車化され、109と110が1945年4月15日の空襲で矢向電車区で被災し廃車となるなどの変化があった。
- その後は次第に南武線から転属もしくは売却され、国鉄に残った4両は1950年に3両が宇部線に、1951年に1両が福塩線に転属、いずれも1951年に可部線に転属し、ここで電動車で残っていた113、114もTc化された。1953年の称号改正ではクハ6000 - 6003となり、富山港線へ転属となりスカ色となったり片運転台化されるものもあったが、1954年 - 1957年に廃車となった。
- 南武鉄道時代、夏季の海水浴等の輸送力増強用に何度か小田急に貸し出され、主に新宿―稲田登戸間で使用され、これにより捻出された小田急車が増発列車に充当された。また、買収後の1948年5月には112、113、114が車両不足の小田急に貸し出され、当初113-114の2連で、後に112をサハ代用とした3両編成となり新宿－稲田登戸間で使用されたが、2扉で出力も小さいため藤沢－片瀬江ノ島間での使用となり、年末には返却された。
- 小形なためもあり、地方私鉄各線に多数が譲渡された。
  - 1951年に東濃鉄道に3両がクハ201 - 203として譲渡され、T化やMc化などに改造されながら使用された後、3両とも1976年に高松琴平電気鉄道に再譲渡。81、82（Tc）と73（Mc）となって使用され、1983 - 1998年に廃車となった。
  - 流山電気鉄道には1949年に3両、1955年に1両がモハ101 - 103、105として譲渡され、1978、1979年まで使用された。
  - 秩父鉄道にはクハ21として1両が譲渡され、後にクハニ30に更新された際に車体が余剰となったが、これが1955年に弘南鉄道のモハ2230となった後、1962年に日立電鉄に譲渡され、3扉化と側窓の2段窓化および高さ拡大改造を受けて1979年まで使用された。
  - 熊本電気鉄道には1956年、1959年にモハ121、122として譲渡されて2段窓に改造され、1985年まで使用された。
  - 1両が東急車輛製造に譲渡されたが、使用されずに解体されている。

### モハ400形
1935年に鉄道省のモハ1形を2両譲受して401、402としたもので、17m級の木造車であった。
- もともとはデハ33500形の33513と33538として汽車製造で1926年に製造されたもので、1928年の称号改正でモハ1形の1060、1064となった後、1933年に廃車となっていたものを1935年に譲受した。
- 全長16790mm、重量36t、窓扉配置d2D4D4D2の片運転台車で、正面はフラットで同幅の3枚窓（旧デハ33500のモハ1は貫通扉付であるので改造と思われる）、屋根はダブルルーフであった。車内はドア間および車端部がロングシート。
- 台車はTR-14で主電動機は85kWのMT4を4台載せ、歯車比は64:20=3.20、性能は牽引力3200kg/40 km/hであった。
- 1936年には鶴見臨港鉄道に譲渡されモハ401、402（1940年にモハ313、314に改番）となったが、競馬開催時の応援で再度南武鉄道に貸出されて使用されたこともある。

### モハ500形
501、502

1937年に鉄道省のモハ1形を2両譲受して501、502としたもので、17m級の木造車である。
- もともとはデハ33500形の33531と33532として汽車製造で1923年に製造されたもので、1928年の称号改正でモハ1形の1055、1056となった後、1936年に廃車となっていたものを1937年に譲受した。モハ400形は片運転台であったがモハ500形は入線時に両運転台に改造された。なお、竣工図では501は旧1045となっている。
- 全長16790mm、窓扉配置d2D4D4D1dの両運転台車で、正面はフラットで同幅の3枚窓で屋根はダブルルーフ、車内はロングシートであった。また、増設運転台の乗務員扉は幅の狭いものとなっている。
- 台車はTR-14で主電動機は85kWのMT4を4台載せ、歯車比は64:20=3.20、性能は牽引力3200kg/40 km/hであった。
- 1942年に休車となり、台車や電機品をモハ505、506に譲っている。車体のみ西国立に残っていたが1944年に廃車となった。

503、504

1940年に鉄道省の木造電車を木南車輌製造で鋼体化改造した16m級の半鋼製車で、価格は29,894.52円。
- 鉄道省のモユニ2002とモニ3006を鋼体化改造したもの。モユニ2002はもともとは1914年に新橋工場で製造された京浜線用のデロハ6130形の6147（16m級1D12222221D1の2、3等合造車）を、1925年にデハニ6450形の6457、1926年にデユニ33850の33851に改造したものを1928年にモユニ2形の2002に改番した車両で、1938年に廃車となっていたもの。モニ3006は1914年新橋工場製のデロハ6130形の6145を、1925年にデハニ6450形の6455、1926年にデニ6450の6455に改造したものを1928年にモニ3の3006に改番した車両で、1934年に廃車となっていたものである。
- 全長16040mm、重量33.75t、定員100人（座席40人）、窓扉配置dD4D4D1の両運転台車で、窓は高さ860mmの2段窓、正面はゆるいR付の同幅の3枚窓、屋根布押さえは直線であった。室内はドア間および片隅式運転室の反対側の車端部がロングシート。車体外観には種車の面影はまったくないが、台車中心間距離は種車と同じ10660mmであり、台枠は改造されて流用されたものと思われる。
- 台車や電機品は種車から流用のもので、台車はTR-14で主電動機は85kWのMT4を4台載せ、歯車比は64:20=3.20、性能は牽引力2920kg/42.6 km/hであった。
- 買収後もそのまま南武線で使用されたほか、1945年には2両とも西武農業鉄道に貸し出されたこともある。1949年には揃ってTc車化されて身延線に転属、1951年には福塩線に転属となり、称号改正ではクハ6020となったが、503は一旦青梅線の車号であるクハ6110となってしまった後に南武線の車号の6020に修正されたため、504がクハ6020、503がクハ6021と車号順が入れ替わっている。2両とも後に片運化・全室化され車掌台側に乗務員扉が増設されたが、503は撤去された側の乗務員扉が撤去され、貫通化されたが、504は撤去された側の乗務員扉が残っていた。その後、1959年、1960年に廃車となった。
- 503は廃車後の1961年に伊豆箱根鉄道に譲渡され、大雄山線のクハ25となり、1974年まで使用された。

505、506

1942年に日本鉄道自動車で製造された17m級の半鋼製車で、価格は505で42,226.707円。
- もと鉄道省のモハ1であった501、502の台車や電気機器と新製車体を組み合わせて、日本鉄道自動車で2両が製造されたもので、機器流用ではあるが新造扱いとなっている。
- 全長17000mm、重量32t、定員100人（座席48人）、窓扉配置dD6D6D1の両運転台車で、正面はゆるいR付で同幅の3枚窓、車内はドア間がロングシートであった。503、504とは全長が960mm長くなり、ドア間が4枚→6枚窓となった、正面の屋根布押さえがR付となった、車端部の片隅式運転室の反対側にシートがない、窓の高さが906mmと46mm高くなったほか、車体幅や高さなど基本的な寸法も若干異なる。
- 機器類は501、502のままであるので台車はTR14、主電動機は85kW（竣工図では675V）のMT4が4台、歯車比は64:20=3.20、性能は牽引力3200kg/40 km/hであった。
- 買収後もそのまま電動車として使用され、1948年に鶴見線、1948年に福塩線と2両そろって転属し、称号改正ではモハ2020の2020、2021となった。その後1955年にはパンタ側の運転室を残して片運化され、撤去側の乗務員扉も残った運転室の車掌台側へ移設する改造を受けて富山港線に転属し、スカ色で使用された。その後は非貫通のまま残っていた連結面を貫通化するなどしながら1965、1966年まで使用されている。

### クハ210形
1939年に211、212、1940年に213、214の計4両が木南車輌製造で製造された15m級の半鋼製制御車で、価格は211、212で1両24,731.25円。
- 全長15500mm、重量20.50t、定員100人（座席40人）の小形車で車体はdD4D41（運転台側）1D4D4D1（反運転台側）の片運転台であった。窓は高さ860mmの2段窓、正面はR付で同幅の3枚窓、屋根布押えは直線で、車体幅や高さ、窓高さなど基本的な寸法はモハ503、504と同一で外観もほぼ同一であった。車内はドア間および片隅式運転室以外の車端部がロングシート。
- 台車は南海の中古とされるブリル27-GE-1形で軸距1370mm、車輪径838mmの小さな台車であり、クハ210形自体小形な車両ではあったがそれでも台車の小ささがアンバランスな外観であった。
- 買収後はそのまま使用されたが、211、212は1949年に廃車となった。213、214は1948年に常総筑波鉄道に貸与され、1950年にそのまま譲渡されて筑波線ホハフ201、202となり、客車として使用された。その後1953年認可（実際には1951年までには改造されていたと思われる）、水海道工場で日野DA54型水冷6気筒ディーゼルエンジン（96PS/1400rpm）と4段変速の機械式変速機を搭載して気動車化されキハ40084、40085となった。台車はもともとのブリル台車を動力化およびコロ軸受化改造して使用したが、1958年に日本車輌で新製された菱枠式台車に交換された。車体は中央の扉を埋め2扉化（扉を埋めてそのまま窓をつけたためウインドヘッダーがドアの形のまま残り、窓扉配置も1D414D1となった）、両運転台化されたが乗務員扉はもともとの1箇所のみのままであった。また、後に扉下に埋め込み式にステップを設けている。2両とも常総線で使用された後1968年には室内灯を蛍光灯化、1969年に40084は筑波線に移って使用されたが、2両とも1972年に廃車となっている。

### サハ200形
1939年に木南車輌製造で3両が製造された木造付随車で、201、202が14m級、203が16m級であった。1949年まで南武線で使用された。
- 3両とも新造扱いではあったが、201、202は阪神電気鉄道の、203が南海鉄道の木造電車クハ715（1909年製の電2形を制御車化した電附8形704 - 715がクハ704形の704 - 715に改番となったもの）を鋼体化した時に余剰となった車体にブリル台車を組み合わせたものである。
- 201、202は全長14390mm、重量17.50t、定員100人（座席40人）の3扉車、203は全長15990mm、重量20.00t、定員100人（座席56人）で窓扉配置D141D141D、前面は強いRの5枚窓、屋根はダブルルーフであった。
- 台車は201、202がブリル27-G-1、203がブリル27-GE-1で、いずれも木南車輌手持ちの中古品。
- 府中競馬での臨時電車など主に多客時に使用され、多客時にしばしば走っていた1001形電気機関車牽引の列車にも使用されたが、買収後の1945年時点では201は矢向電車区の食堂として利用されていた。その後201、202が1947年に、203が1949年に廃車となった。

### モハ150形
1941年に帝國車輛工業で151 ― 160の10両が製造された17m級の半鋼製車で、1951年まで南武線で使用された。
- 全長17000mm、重量32t、定員120人(座席44人）の中形車で、車体は窓扉配置d1D4D4D2の両運転台式、正面はR付の3枚窓（中央の1枚の幅が狭いもの）、屋根布押えは直線である。側面は2段窓。車内はドア間および片隅式運転室のない車端部がロングシートであった。
- いわゆる関東型といわれるスタイルで、類似車は帝都電鉄、東横電鉄、目黒蒲田電鉄、鶴見臨港鉄道など同時代の関東私鉄に多数存在していたが、そのなかでも窓の大きさは適度に大きく、屋根Rが大きく幕板の広い落ち着いたスタイルの車両であった。窓高さは東横・目黒蒲田のモハ510の850mmより大きく、東横モハ1000の950mm、帝都モハ100の1000mmより小さい890mmで、鶴見臨港のサハ220の910mmと同等の大きさであった。幕板の高さは370mmと東横モハ510の390mmより狭く、東横モハ1000や帝都モハ100と比較すると広いものであった。
- 台車はUD-18で、出力125HP（93 kW、100kWとの記述もあり）の主電動機を4台と歯車比63:16=3.94で牽引力2920kg/速度46km/hの性能となっており、同時期の関東私鉄車と比較すると定格牽引力が高く、定格速度もさほど低くないのが特徴（鶴見臨港モハ330が歯車比3.68で牽引力2520kg/38 km/h、東横モハ1000が歯車比3.1で2480kg/44 km/h、小田急デハ1600が歯車比2.07で2160kg/62 km/h、帝都モハ100で歯車比3.21で2880kg/50 km/h）であった。
- 買収後も南武線でそのままの番号で使用されたが、154が1945年4月15日の空襲で矢向電車区で被災し、1946年に廃車となっている。また、南武支線が弁天橋区の受け持ちとなった際には159と160がTc代用のモハ101、104と共に1949年に半年ほど転属している。
- その後国鉄車両が南武線に入線できるようになると他線区に転属するようになった。1950年に1両が一旦東急横浜製作所に貸出しされた後、宇部線に1950年に1両、1951年に8両と全車が転属し、その後さらに全車可部線に転属、1953年の称号改正でモハ2000の2000～2008となった。そのうちの1両は1954年にTc車化されたが、1956年に廃車されている。
- 1957年に4両、1958年に2両が富山港線に転属し、6両がスカ色となって主力として使用された。この中で、片運転台に改造された2両については1959年にクモハ2010の2010、2011に改番された。その他の車両についても運転室の全室化、車掌台側への乗務員扉の設置、ドア上の水切りの撤去と雨トイの設置、パンタグラフのPS13化がされたが、台車はオリジナルのままであったほか、機器類の国鉄型化もあまりなされなかった。雨トイ縦管の位置は車端部、乗務員扉横、客扉横などのバリエーションがあったほか、側面のみ雨トイが設置された例もあった。これらの車両は富山港線の昇圧まで使用され、1965年に1両、1966年に1両、1967年に4両が廃車された。
- 富山港線へ転属とならなかった2両については1両が1958年に豊川分工場の入換車となり1968年まで使用された。なお、この車両は片運転台化、非運転台側の貫通化、パンタのPS11化、ベンチレーターのグローブ式化がされていたが、入換車化に際して両運化と両側の貫通化、機器類の国鉄型化がされた。もう1両は1960年に津田沼電車区の救援車のクエ9424に改造され、1985年まで使用された。この車両には側面中央に幅3400mmの両開き扉を設置、車内天井にアーム長3000mmの1tクレーンを設置、床下は制御器を撤去して動力用のMGと空気圧縮機および救援機材の箱を設置し、パンタグラフはこれらの電源用とするなどの改造がなされていた。
- 国鉄で長く使用されたこともあり、私鉄への譲渡は少ない。豊川工場の入換車であった1両が1966年に大井川鉄道のモハ308となり、名義上モハ3822に改造される1972年まで使用されたのみである。

### サハ215、ハ216
1941年にサハ215が、1942年にハ216が、鉄道省の工場で木造客車の台車と台枠を利用して製造された、18mおよび17m級の木造付随車。サハ215はハ215とする竣工図もある。
- 215は鉄道省盛岡工場で木造客車を改造したもの。216は旭川工場で鉄道省の木造客車ナハニ44135を改造したもの。
- 215は全長17600mm、重量22.24t、定員120人(座席50人）、車体は電車形で窓扉配置dD6D6D1と1D6D6D1で片側に乗務員扉が用意されており窓は2段窓、妻面はゆるいR付の等幅の3枚窓で屋根布押えは直線、屋根はシングルルーフと外観上は鋼製車と同様であったが、床下は台枠が露出しておりトラス棒付であった。216は全長17060mm、重量19.40tの3扉車であった。
- 南武鉄道で付随車として使用されていたが、五日市鉄道合併後にサハ301とともに五日市線に客車として転出、買収時にも客車として買収されてナハ2320、ナハ2321となった。

### クハ250形

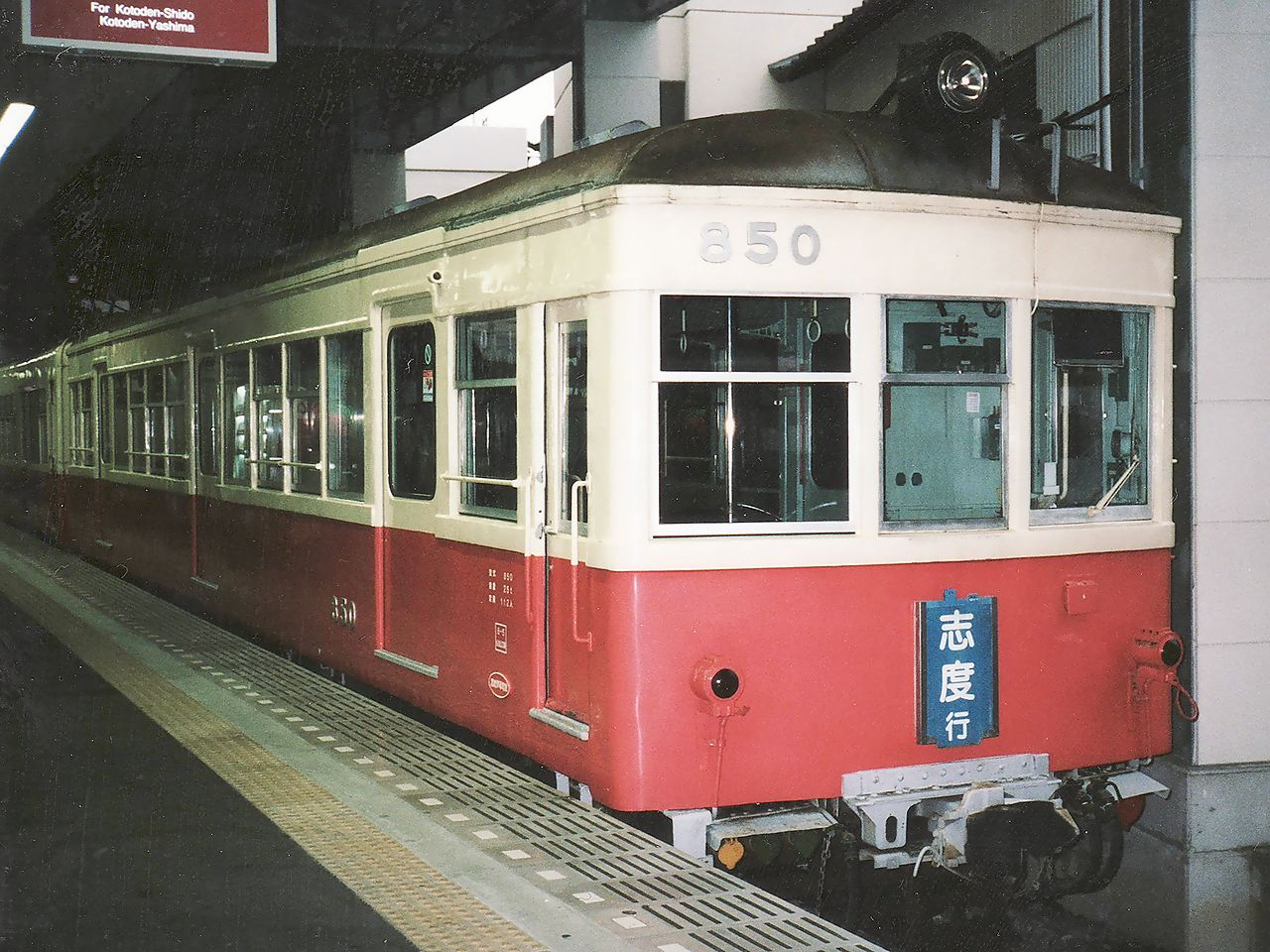
高松琴平電気鉄道850

1942年に汽車製造で251 - 255の5両が製造された17m級の半鋼製車でモハ150形の制御車にあたり、価格は1両53,179.263円であった。1951年まで南武線で使用された。
- 全長17000mm、重量25t、定員120人(座席44人）の中形車で、製造メーカーは異なるものの、モハ150形の同形車で外観上の差異はほとんどなく、竣工図の形式図についてもモハ150形のもののトレースと思われる同様のものであった。車体は関東型で窓扉配置d1D4D4D2の両運転台式、正面はR付の3枚窓（中央の1枚の幅が狭いもの）、屋根布押えは直線である。側面は2段窓。車内はドア間および片隅式運転室のない車端部がロングシート。また、台車は汽車K-16であった。
- 買収後も南武線でそのままの番号で使用されたが、255が1945年4月15日の空襲で矢向電車区で被災し、1946年に廃車となっている。
- 残った4両はその後モハ150形とともに宇部線へ1950年に1両、1951年に3両が転属、その後4両とも可部線に転属して1953年の称号改正でクハ6010の6010～6013となった。こちらはモハ150形とは異なり富山港線への転属はなくそのまま使用され、1957年に1両が、1963年に3両が廃車となった。なお、片運転台化、全室運転室化、車掌台側への乗務員扉の設置、運転室撤去側の乗務員室扉の撤去と客室化、ドア上の水切りの撤去と雨トイの設置などの改造がなされている。また、1両のみガーランド式ベンチレーターの2列から1列への変更と台車のTR10化の改造がされた。
- 1963年に廃車となった3両はいずれも私鉄に譲渡された。
  - 1両は高松琴平電気鉄道で850となり、当初琴平線で、後に1981年に長尾・志度線に転属して1998年まで使用された。
  - 残りの2両は伊豆箱根鉄道に譲渡され、1両は1965年にクハ27となり、もう1両は1967年からMc化された上でモハ36となり、いずれも大雄山線で使用された。モハ36は1974年に廃車となったが、クハ27は1977年に伊予鉄道に渡り、Mc車化されてモハ212となり、1985年まで使用された。

### サハ301
1942年に鉄道省の釧路工場で木造客車の台車と台枠を利用して301の1両のみ製造された15m級木造付随車。ハ301とする竣工図もある。
- 鉄道省の木造客車ホハ2420形のホハ2424を改造したもの。
- 全長15260mm、重量14.72t、定員110人（座席56人）の小形車で車体電車形で11D10D11で、妻面はゆるいR付の3枚窓で屋根布押えは曲線、屋根はシングルルーフと外観上は鋼製車と同様であったが台枠が露出し、トラス棒付であった。窓は2段窓で天地寸法の大きい2段窓。
- 南武鉄道で付随車として使用されていたが、五日市鉄道合併後にサハ215、ハ216とともに五日市線に客車として転出、買収時にも客車として買収されてナハ2322となり、その後1951年に事業用車としてナヤ6595に改造され、1953年にナル2753へ改番された後、1956年まで使用された。